# 조지 웨스팅하우스

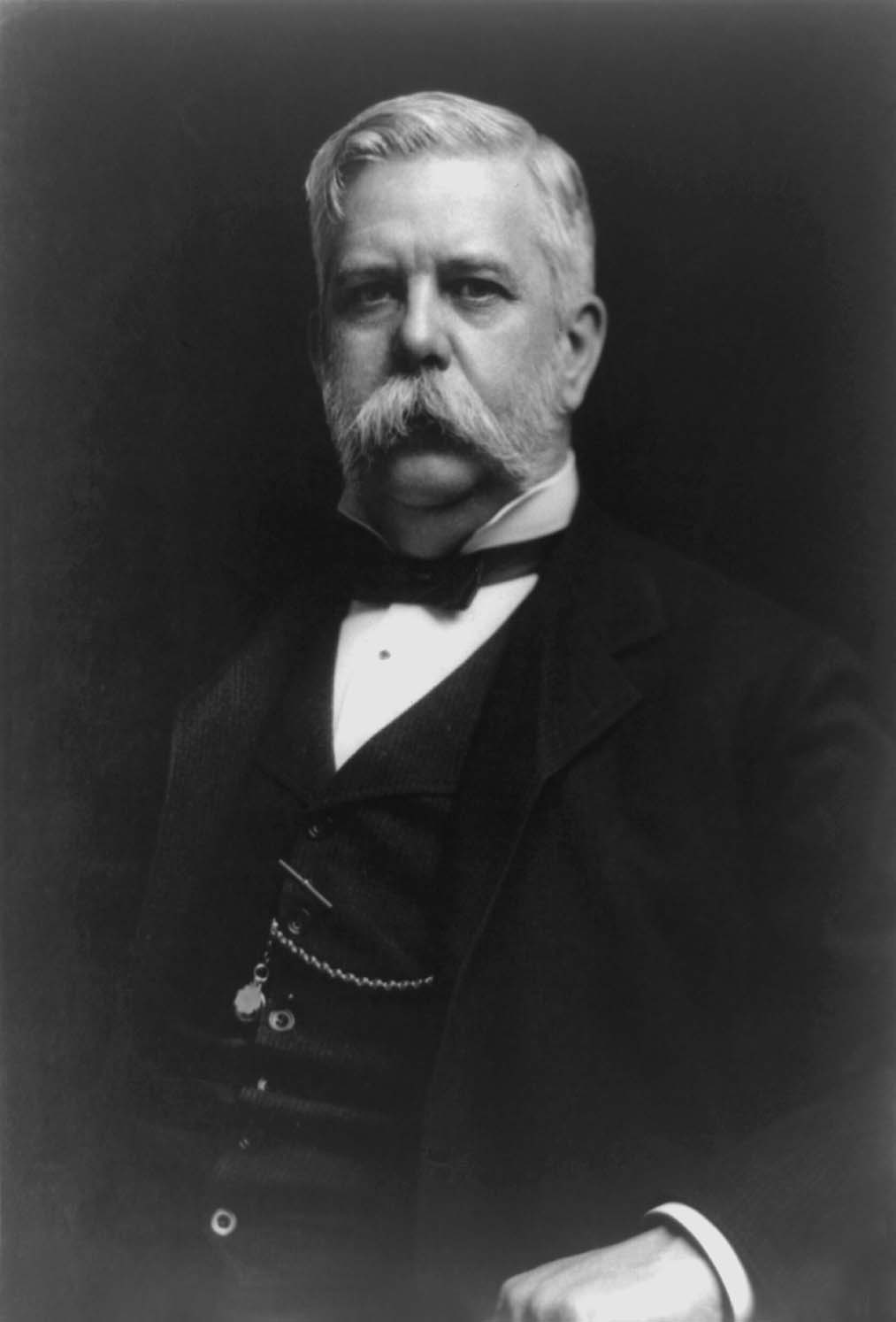

조지 웨스팅하우스(영어: George Westinghouse Jr., 1846년 10월 6일 ~ 1914년 3월 12일)는 미국의 발명가이자 사업가이다. 1867년 공기 브레이크를 발명한 후 특허를 내어 '웨스팅하우스 공기 브레이크' 회사를 세웠다. 1882년 자동식 철도 신호기를 만들었으며, 1886년 웨스팅하우스 전기 회사를 세우고 라디오를 처음으로 만들기 시작하였다. 그 밖에도 400여 개나 되는 특허가 있다.

## 같이 보기
- 웨스팅하우스